# Aero A-11
De Aero A-11 (ook bekend als A.11) was een Tsjechoslowaakse dubbeldekker bedoeld als lichte bommenwerper en verkenningsvliegtuig gebouwd door Aero. De A-11 was de basis van de Tsjechoslowaakse luchtmacht in het interbellum. Zo rond de 250 toestellen waren er gebouwd, waarvan een deel nog in dienst was bij het uitbreken van de Tweede Wereldoorlog.
De A-11 is ontworpen door Antonín Husnik, als een verdere ontwikkeling van de A-12 (ondanks wat door de nummering wordt gesuggereerd). De eerste vlucht vond plaats in 1924. Naast de Tsjechoslowaakse luchtmacht maakte ook de Finse luchtmacht gebruik van de A-11. Zij maakten gebruik van de A-11HS versie, waarvan zij er acht hadden. Deze waren in dienst van 1927 tot 1939.

## Versies
- A-11: Dubbelzits, dubbeldekker, lichte bommenwerper en verkenningsvliegtuig.
- A-11HS: Export versie voor Finland, maakt gebruik van een Hispano-Suiza 8Fb motor.
- A-11N: Nachtbommenwerper
- Ab-11: Lichte bommenwerper
- Aš-11: Lesvliegtuig

## Specificaties
- Bemanning: 2, de piloot en een boordschutter
- Lengte: 8,2 m
- Spanwijdte: 12,8 m
- Hoogte: 3,8 m
- Vleugeloppervlak: 36,5 m2
- Leeggewicht: 1 080 kg
- Volgewicht: 1 537 kg
- Motor: 1× Walter W IV, 180 kW (240 pk)
- Maximumsnelheid: 240 km/h
- Vliegbereik: 750 km
- Plafond: 7 600 m
- Klimsnelheid: 3,82 m/min
- Bewapening:
  - 1× Vickers .303 machinegeweer
  - 2× Lewis .303 machine geweren in een draaibare houder
  - 200 kg aan bommen

## Gebruikers
- Tsjechoslowakije
- Finland